# Vanja Brčić
| 11604 Novigrad | 21 ottobre 1995 |

Vanja Brčić (...) è un astronomo croato.
Insieme a Željko Anderić, Korado Korlević, Damir Matković e Petar Radovan ha collaborato alla rinascita dell'osservatorio di Visignano dopo la crisi successiva alla dissoluzione della Jugoslavia.
Il Minor Planet Center gli accredita la scoperta di due asteroidi effettuate nel 1995 entrambe in collaborazione con Korado Korlević.